# Пенеминде
Пенеминде (њем. Peenemünde) општина је у њемачкој савезној држави Мекленбург-Западна Померанија. Немачка авијацијаје у Другом светском рату у Пенеминдеу тестирала ракетна оружја, попут ракета V-1 и V-2. Једно је од 89 општинских средишта округа Остфорпомерн. Према процјени из 2010. у општини је живјело 339 становника. Посједује регионалну шифру (AGS) 13059075.

## Географски и демографски подаци
Пенеминде се налази у савезној држави Мекленбург-Западна Померанија у округу Остфорпомерн. Општина се налази на надморској висини од 3 метра. Површина општине износи 25,0 km². У самом мјесту је, према процјени из 2010. године, живјело 339 становника. Просјечна густина становништва износи 14 становника/km².